# Impatiens infundibularis
Impatiens infundibularis är en balsaminväxtart som beskrevs av Joseph Dalton Hooker. Impatiens infundibularis ingår i släktet balsaminer, och familjen balsaminväxter. Inga underarter finns listade i Catalogue of Life.